# Bahnstrecke Montbéliard–Morvillars
| Streckennummer (SNCF): | 858 000              |                                                                             |                                                                             |
| Streckenlänge: | 18,4 km              |                                                                             |                                                                             |
| Spurweite: | 1435 mm (Normalspur) |                                                                             |                                                                             |
| |                      |                                                                             |                                                                             |
| \| \| \| Bahnstrecke Dole–Belfort von Belfort \| \| \| \| 483,95 \| Montbéliard \| Montbéliard \| \| \| \| Viaduc de l’Allan \| 56 m \| \| \| \| Canal du Rhône au Rhin \| 16 m \| \| \| \| Montbéliard (535 m) \| \| \| \| 482,15 0,00 \| Bahnstrecke Dole–Belfort n. Dole ü. Besançon \| Bahnstrecke Dole–Belfort n. Dole ü. Besançon \| \| \| \| A 36 \| \| \| \| \| \| \| \| \| \| Tramway de la Vallée d’Hérimoncourt (TVH, Meterspur, 1887–1932) von Sochaux \| \| \| \| \| \| \| \| \| 5,59 \| Audincourt \| Audincourt \| \| \| \| TVH nach Hérimoncourt \| \| \| \| \| mehrere Werksanschlüsse Peugeot-Werk \| \| \| \| 11,66 \| Beaucourt \| Beaucourt \| \| \| \| Straßenbahn Beaucourt (Meterspur, 1904–1940) \| \| \| \| \| Dampierre-les-Bois \| \| \| \| 15,81 \| Fesches-le-Châtel \| Fesches-le-Châtel \| \| \| \| Bahnstrecke Belfort–Delle von Belfort \| \| \| \| 18,40 456,08 \| Morvillars \| Morvillars \| \| \| 459,60 \| Grandvillars \| Grandvillars \| \| \| 464,19 \| Delle \| 367 m \| \| \| 464,57 124,53 \| Staatsgrenze F–CH \| 369 m ü. M. \| \| \| \| SBB-Strecke nach Delémont \| \| |                      |                                                                             |                                                                             |
| |                      | Bahnstrecke Dole–Belfort von Belfort                                        |                                                                             |
| Bahnhof | 483,95               | Montbéliard                                                                 | Montbéliard                                                                 |
| Brücke über Wasserlauf |                      | Viaduc de l’Allan                                                           | 56 m                                                                        |
| Brücke über Wasserlauf |                      | Canal du Rhône au Rhin                                                      | 16 m                                                                        |
| Tunnel |                      | Montbéliard (535 m)                                                         | Montbéliard (535 m)                                                         |
| Abzweig ehemals geradeaus, nach rechts und ehemals von rechts | 482,15 0,00          | Bahnstrecke Dole–Belfort n. Dole ü. Besançon                                | Bahnstrecke Dole–Belfort n. Dole ü. Besançon                                |
| Strecke mit Straßenbrücke (Strecke außer Betrieb) |                      | A 36                                                                        | A 36                                                                        |
| |                      |                                                                             |                                                                             |
| U-Bahn-Strecke von links (außer Betrieb) · Kreuzung geradeaus unten · U-Bahn-Strecke quer |                      | Tramway de la Vallée d’Hérimoncourt (TVH, Meterspur, 1887–1932) von Sochaux | Tramway de la Vallée d’Hérimoncourt (TVH, Meterspur, 1887–1932) von Sochaux |
| |                      |                                                                             |                                                                             |
| U-Bahn-Bahnhof · Bahnhof (Strecke außer Betrieb) | 5,59                 | Audincourt                                                                  | Audincourt                                                                  |
| U-Bahn-Strecke nach rechts (außer Betrieb) · Strecke |                      | TVH nach Hérimoncourt                                                       | TVH nach Hérimoncourt                                                       |
| Abzweig geradeaus und nach rechts (Strecke außer Betrieb) |                      | mehrere Werksanschlüsse Peugeot-Werk                                        | mehrere Werksanschlüsse Peugeot-Werk                                        |
| U-Bahn-Kopfbahnhof Streckenanfang · Bahnhof (Strecke außer Betrieb) | 11,66                | Beaucourt                                                                   | Beaucourt                                                                   |
| U-Bahn-Strecke nach rechts (außer Betrieb) · Strecke |                      | Straßenbahn Beaucourt (Meterspur, 1904–1940)                                | Straßenbahn Beaucourt (Meterspur, 1904–1940)                                |
| Bahnhof (Strecke außer Betrieb) |                      | Dampierre-les-Bois                                                          | Dampierre-les-Bois                                                          |
| Bahnhof (Strecke außer Betrieb) | 15,81                | Fesches-le-Châtel                                                           | Fesches-le-Châtel                                                           |
| Abzweig ehemals geradeaus und von links |                      | Bahnstrecke Belfort–Delle von Belfort                                       | Bahnstrecke Belfort–Delle von Belfort                                       |
| Bahnhof | 18,40 456,08         | Morvillars                                                                  | Morvillars                                                                  |
| Bahnhof | 459,60               | Grandvillars                                                                | Grandvillars                                                                |
| Bahnhof | 464,19               | Delle                                                                       | 367 m                                                                       |
| Grenze | 464,57 124,53        | Staatsgrenze F–CH                                                           | 369 m ü. M.                                                                 |
| |                      | SBB-Strecke nach Delémont                                                   |                                                                             |

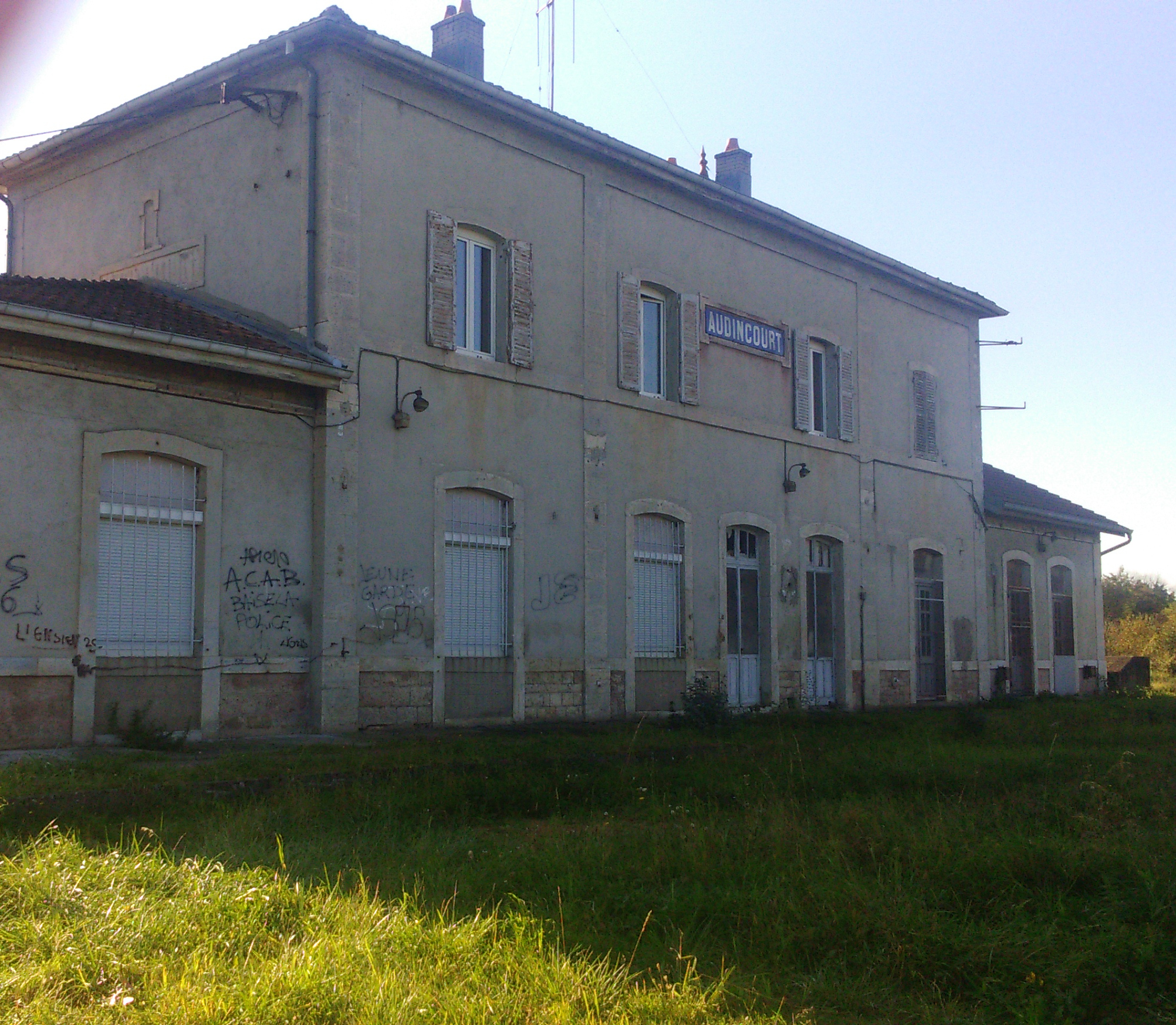
Ehemaliger Bahnhof Audincourt

Die Bahnstrecke Montbéliard–Morvillars ist eine normalspurige Eisenbahnstrecke in den französischen Départements Doubs und Territoire de Belfort in der Region Bourgogne-Franche-Comté und gehört dem staatlichen Schieneninfrastrukturunternehmen Réseau ferré de France (RFF).

## Geschichte
Die Strecke von Montbéliard über Audincourt und Morvillars nach Delle wurde am 29. Juni 1868 von der Compagnie Paris-Lyon-Méditerranée (PLM) als Zweigstrecke von der Hauptstrecke Belfort–Besançon–Dole eröffnet.
Den Anschluss in die Schweiz stellte die Chemin de fer Porrentruy–Delle (PD) her, die ihre Stammstrecke vom Grenzbahnhof Delle über Boncourt nach Porrentruy am 23. September 1872 eröffnete. In Porrentruy fehlte damals noch der Anschluss ans übrige Schweizer Bahnnetz, an dem insbesondere von französischer Seite her Interesse bestand, da Delle mit der Abtretung des Elsass 1871 an das Deutsche Kaiserreich zum nördlichsten Grenzbahnhof zwischen der Schweiz und Frankreich wurde.
Die PD wurde 1876 Teil der Jura bernois (JB) und fand am 30. März 1877 Anschluss nach Delémont und damit ans übrige Schweizer Eisenbahnnetz. Am 13. August 1877 eröffnete schließlich auch die Compagnie des Chemins de fer de l’Est (EST) eine Verbindungsstrecke von Belfort nach Morvillars (–Delle), die in Danjoutin von der Hauptstrecke Paris–Mulhouse abzweigt. Zwischen Morvillars und Delle verlegte die EST ein eigenes, zweites Gleis, neben dem der PLM. Bis zum Ersten Weltkrieg erlebte die Strecke einen großen Aufschwung. Bis zu 70 Züge am Tag passierten Delle. Der Verkehr war international: Über Paris verkehrten Züge bis nach England und in der Gegenrichtung bis Italien. Die Strecke wurde nach Fertigstellung des Lötschbergtunnels 1913 noch wichtiger. Mit der Rückgabe des Elsass an Frankreich führten jetzt die wichtigsten Verbindungen über Basel – vor allem, weil diese weniger Steigung und weniger Kurven aufwiesen – und die Strecke verlor deutlich an Bedeutung.
1933 wurde die Strecke von Schweizer Seite bis Delle elektrifiziert. Die Schweizer Forderungen an die SNCF im Jahre 1957 verhallten bis 1980 ungehört.
Mit Verstaatlichung der PLM und der EST wechselten die Strecken per 1. Januar 1938 ins Eigentum der SNCF. Der alte Konkurrenznachteil der deutlich längeren PLM-Strecke über Montbéliard und Morvillars nach Delle schlug dabei umgehend durch, und der Personenverkehr wurde auf dem Abschnitt Montbéliard–Morvillars noch im selben Jahr eingestellt.
Nach dem Zweiten Weltkrieg nahm der Güterverkehr über Delle kontinuierlich ab, da die Strecken zu den Eisenbahn-Grenzübergängen Basel, Les Verrières und Vallorbe besser ausgebaut waren und sukzessive elektrifiziert wurden. Die SNCF entfernte 1953 zwischen Morvillars und Delle eines von zwei Gleisen (ursprünglich PLM und EST). Da auch der lokale Güterverkehr abnahm, wurde 1969 der Abschnitt Beaucourt–Morvillars stillgelegt, später komplett zurückgebaut und in den Orten teilweise überbaut. Mit dem Rückbau der Verzweigung in Morvillars wurde der Abschnitt nach Delle der jüngeren EST-Strecke Belfort–Morvillars zugeschlagen.
Auf der Reststrecke verkehrte 1990 der letzte Güterzug zwischen Audincourt und Beaucourt, bevor schließlich 1993 auch der letzte Abschnitt Montbéliard–Audincourt stillgelegt wurde. Auch hier wurden in späteren Jahren teilweise Rückbauten vorgenommen – zwischen Audincourt und Beaucourt wurde auf einem Teil das Gleis zugunsten eines Fahrradwegs entfernt. Auch der grundsätzlich etwas besser erhaltene Abschnitt zwischen Montbéliard und Audincourt wurde unbefahrbar, als an Bahnübergängen die Gleise entfernt wurden.